# Чалай (лагуна)
Чалай (англ. Chalai Lagoon) — лагуна на севере Шри-Ланки в округе Муллайтиву (Северная провинция).
Площадь акватории — 14,6 км². Представляет собой вытянутый вдоль побережья водоём. На узкой косе, отделяющей лагуну от Индийского океана, расположен город Чалай. Также рядом находятся города Паттикарай, Путуматталан и Валаянмадам. На северо-западе лагуна Чалай примыкает к лагуне Чундиккулам.
Акватория лагуны принадлежит государству, прилегающая территория — государству и частным лицам.
Лагуну питают несколько мелких рек и сезонные приливы. Она связана с океаном узким каналом, находящимся рядом с городом Чалай. Вода лагуны солоноватая. Узкой протокой связана с озером Нантхи-Кадал (лагуной Нантхи). Так как уровень воды колеблется в широких пределах, то в сухой сезон на осушившемся дне добывают соль. Население также занимается рыбалкой, вблизи от южной части лагуны есть фермы по разведению рыбы, при этом возникает угроза превращения водоёма в несколько солёных озёр и рыбных прудов.
Основная растительность: мангровые болота, морская трава на дне, на прилегающей территории густые джунгли и кустарники, с некоторым количеством рисовых полей и пустошей. Лагуна — место обитания большого числа водоплавающих птиц, включая уток, куликов, крачек, чаек и других прибрежных птиц, чаще рядом с лагуной Чундиккулам. Особенно важна лагуна, как промежуточный водоём во время миграции куликов в весенний период.